# Pengkol (Kaliori)
Pengkol is een bestuurslaag in het regentschap Rembang van de provincie Midden-Java, Indonesië. Pengkol telt 1545 inwoners (volkstelling 2010).